# Société nationale des Meilleurs ouvriers de France
La Société nationale des Meilleurs ouvriers de France est une association répondant à la loi de 1901. Chaque année elle organise le concours « Un des meilleurs Apprentis de France » dans une centaine de métiers différents. Le siège social est basé 16 rue Saint-Nicolas à Paris.

## Historique
La Société nationale des MOF fut créée en 1929 à l’initiative de René Petit, menuisier-ébéniste de profession, à la suite des premières expositions du travail (organisées dès 1924 par le COET . Celui-ci, déplorant que l’anonymat des artisans tant auprès du grand public que dans les divers corps de métier, ne leur permette pas de se connaître et de valoriser leur diplôme, entreprit de les réunir, au sein de la société nationale des MOF. Rapidement, quelques dizaines d’artisans se rencontrèrent et formèrent une association régie par la loi de 1901 dont Georges Castelain fut le premier président. Elle se développa au cours des décennies et compte aujourd’hui pas moins de 1800 MOF adhérents, dans plus de 200 métiers différents, toutes régions confondues.
À l’origine, simple association de regroupement des artisans et de valorisation de leur travail, la société développa, par la suite, de nouveaux axes de travail et créa en 1985 le concours « Un des meilleurs apprentis de France » (MAF) dont l’objectif est de promouvoir le travail manuel auprès des jeunes en récompensant publiquement ceux qui excellent dans leur métier respectif par la remise d’un titre et d’une médaille. Cette réception a lieu chaque année au Sénat. L'association est reconnue d’utilité publique depuis mars 1952.

## Fonctionnement et organisation du concours

### Inscription et organisation du concours
Le concours « Un des meilleurs apprentis de France » est organisé chaque année et concerne les jeunes âgés de moins de 21 ans étant en deuxième année de CAP ou de BEP (en formation initiale de niveau V et IV). Le droit d’inscription pour participer au concours « Un des Meilleurs Apprentis de France » s’élève à 10 euros qu’il faut adresser au Responsable départemental. Le concours lui-même s’organise en trois étapes : 
- les épreuves départementales : l’obtention d’une médaille d’or ou d’argent permet d’accéder à l’étape suivante.
- les épreuves régionales : l’obtention d’une médaille d’or ou d’argent permet d’accéder à l’étape nationale.
- les épreuves nationales : l’obtention de la médaille d’or confère de facto le titre de « Meilleur apprenti de France ».

### Jurys et sujets de concours
Les Jurys sont désignés par le bureau national et sont en général : 
- des artisans titulaires du titre « Un des meilleurs ouvriers de France »,
- des professeurs spécialisés,
- en général, des professionnels reconnus dans le métier concerné.

Les sujets de concours sont renouvelés chaque année, produits par des professionnels, et disponibles sur le site officiel de l’association . Les candidats disposent d’un temps limité pour réaliser leur œuvre. 

### L’organisation de l’association

#### Le bureau national
Sur le plan national, le secrétariat, composé de deux salariées et d’une apprentie rémunérées, organise seul les évènements. Le bureau, qui est une émanation du conseil d’administration, est composé de huit membres bénévoles qui sont chargés d’assister et conseiller le Président de la société pour développer le concours et organiser les évènements. Leurs décisions sont ensuite appliquées par le secrétariat. 

#### La société en province
Dans les départements et les régions, la société fait appel aux MOF pour créer des structures indépendantes qui ne fonctionnent qu’avec des bénévoles. Ces structures départementales, délégations du national, sont chargées d’organiser :
- d’une part le concours des MAF (épreuves départementales et régionales),
- d’autre part des expositions pour valoriser l’excellence professionnelle.

Ces mêmes MOF participent également à la connaissance de l’existence du concours : nombre d’entre eux font des visites des établissements scolaires dans les classes de troisième, pour expliquer et valoriser les métiers et inciter les jeunes à se diriger dans ces voies. Ces bénévoles organisent localement les réceptions de remises de récompenses départementales et régionales, peuvent organiser des réceptions pour faire connaître la société aux élus locaux, ou organiser des expositions.

## Le financement de l’association et de ses activités: le rôle des adhérents
Une part importante des recettes de la société, qui lui permettent de fonctionner, provient des cotisations des adhérents. Ceux-ci, qui sont un peu plus de 1800, versent chaque année 70 euros pour aider et promouvoir les actions de l’association. Ces adhérents sont uniquement des individus titulaires du titre  « Un des Meilleurs Ouvriers de France », organisé tous les trois ans par le COET (Comité d’Organisation des Expositions du Travail) et portant donc le titre de « MOF ». Par cette adhésion des artisans MOF, la société remplit sa première fonction, celle de regrouper les meilleurs ouvriers de France. En contrepartie de cette cotisation, la société nationale des Mof est reconnue d’utilité publique depuis mars 1952, et est donc habilitée à délivrer à ses adhérents et aux partenaires privés qui accompagnent ses actions des reçus de dons aux œuvres (reçus de dons cerfa) leur permettant de déduire fiscalement de leurs impôts jusqu’à 66 % de la somme versée à la société.
Il semble exister de la part de ces artisans de qualité, une volonté de développer l’apprentissage, et parfois même d’aider à perpétuer des métiers, leur métier, qui sont en voie de disparition. En se regroupant au sein de l’association, ces hommes et ces femmes, qui sont parmi les meilleurs dans leur discipline respective, sont liés : en véhiculant des valeurs d’excellence, la société aide ces petits artisans à exister. 

## Les métiers représentés au concours[6]

### Agriculture, pêche, forêts, espaces verts

#### Productions animales, élevages spécialisés, aquaculture, soins aux animaux
- Maréchal-ferrant
- Toiletteur canin

#### Forêts, espaces naturels, faune sauvage, pêche
- Marin (profession)

#### Aménagement paysager
- Travaux paysagers
- Production horticole, pépinière, production florale et légumière, production fruitière

### Alimentation
- Cuisine froide
- Desserts de restaurant
- Boulanger
- Primeur

### Transformations

#### Arts du métal et métiers connexes
- Joaillerie
- Doreur à la feuille - ornemaniste
- Bijoutier : option polissage
- Monteur en bronze
- Ciseleur sur bronze
- Tourneur sur bronze
- Art du bijou et du joyau
- Sertisseur en haute joaillerie

#### Matériaux de construction, verre, céramique
- Tournage en céramique
- Décoration sur faïence et céramique
- Décoration sur porcelaine
- Arts et techniques du verre : verrier à la main
- Arts et techniques du verre : vitrailliste
- Arts et techniques du verre : verrier au chalumeau (opt. Artistique)
- Arts et techniques du verre : verrier au chalumeau (opt. Scientifique)
- Arts et techniques du verre : Tailleur- graveur
- Arts et techniques du verre : Décorateur

#### Plasturgie, métaux composites
- Composites, plastiques chaudronnés

#### Énergie, génie climatique
- Froid et Climatisation
- Installateur thermique

#### Bâtiment: construction et couverture
- Zinguerie
- Graveur sur pierre
- Métiers de la piscine
- Tailleur de pierre-marbrier du bâtiment et de la décoration (opt. Taille de pierre)
- Tailleur de pierre-marbrier du bâtiment et de la décoration (opt. Marbrier)
- Maçonnerie
- Couverture bâtiment

#### Bâtiments: finitions
- Staffeur ornemaniste
- Installateur sanitaire
- Carreleur - mosaïste
- Peintre applicateur de revêtement
- Solier moquettiste
- Constructeur d’ouvrages du bâtiment en aluminium, verre et matériaux de synthèse
- Plâtrier - plaquiste

#### Travail du bois et de l’ameublement
- Charpente en bois
- Menuiserie en siège
- Sculpture ornemaniste sur bois
- Tourneur sur bois
- Marqueterie
- Tonnellerie
- Restauration de meubles anciens
- Ébénisterie
- Vannerie
- Menuisier, fabricant de menuiseries, Mobilier et agencement

### Matériaux souples

#### Spécialités pluri techniques, matériaux souples
- Métiers du pressing

#### Habillement, mode, couture
- Tapisserie d’ameublement en siège
- Tapisserie d’ameublement en décor
- Tailleur Dame
- Mode et Chapellerie
- Couture flou
- Prêt-à-porter

#### Cuirs et peaux
- Sellier harnacheur
- Cordonnier- bottier
- Maroquinerie
- Sellerie générale
- Vêtements de peau

### Mécanique, électricité, électronique

#### Spécialités pluri technologiques, mécanique, électricité
- Maintenance des équipements industriels

#### Mécanique générale et de précision, usinage
- Horlogerie
- Outillage
- Métiers de la production mécanique informatisée
- Montage, ajustage de systèmes mécaniques et automatisés
- Fraisage en commandes manuelles
- Tournage en commandes manuelles

#### Maintenance des matériels: maintenance des véhicules
- Maintenance de tracteurs et matériel agricole
- Maintenance des véhicules (opt. automobiles particuliers)
- Maintenance des véhicules (opt. Motocycles)

#### Structures métalliques
- Peinture en carrosserie
- Soudage
- Réparation des carrosseries automobile
- Construction d’ensembles chaudronnés
- Ferronnerie
- Mécaniciens cellules aéronefs
- Serrurerie, métallerie
- Construction de carrosseries

#### Électricité, électronique
- Électrotechnique
- Enseignes et signalétique
- Préparation et réalisations d’ouvrages électriques

### Échanges et gestion

#### Commerce, Vente
- Optique, lunetterie (opt. Plastique)
- Poissonnier
- Vente –Action marchande
- Vente – Option boulangerie
- Fleuriste

### Communication et information

#### Journalisme et communication
- Dessinateur d’exécution en communication graphique

#### Techniques de l’imprimerie et de l’édition
- Métiers de la communication et des industries graphiques
- Sérigraphie industrielle
- Signalétique, enseignes et décor

#### Techniques de l’image et du son
- Photographie

### Services aux personnes

#### Santé
- Prothésiste dentaire
- Orthoprothésiste

#### Accueil, Hôtellerie, tourisme
- Restaurant : art de la table et du service
- Sommellerie
- Employé de bar

#### Coiffure, esthétique, et autres spécialités des services aux personnes
- Esthétique – cosmétique
- Coiffure

### Services à la collectivité

#### Nettoyage, assainissement, protection de l’environnement
- Maintenance et hygiène des locaux

## Les lauréats du concours[7]
La liste de tous les lauréats des 25 sessions (des origines à nos jours) peut être consultée dans l'annuaire des M.O.F.